# Maňovice
Maňovice település Csehországban, a Klatovyi járásban. Maňovice Velký Bor, Pačejov és Olšany településekkel határos. Lakosainak száma 47 fő (2024. január 1.).

## Népesség
A település lakosságának változását az alábbi diagram mutatja:
| Lakosok száma | 177  | 199  | 189  | 125  | 78   | 33   | 47   | 49   | 39   | 47   |
|               | 1869 | 1900 | 1921 | 1961 | 1980 | 2011 | 2016 | 2019 | 2021 | 2024 |